# Rolleville
Rolleville ist eine französische Gemeinde mit 1.217 Einwohnern (Stand: 1. Januar 2022) im Département Seine-Maritime in der Region Normandie. Sie gehört zum Arrondissement Le Havre und zum Kanton Octeville-sur-Mer. Die Einwohner werden Rollevillais und Rollevillaises genannt.

## Geographie
Rolleville liegt in der Naturregion Pays de Caux, etwa zwölf Kilometer nordöstlich von Le Havre an der Lézarde. Umgeben wird Rolleville von den Nachbargemeinden Saint-Martin-du-Bec und Notre-Dame-du-Bec im Norden, Hermeville im Nordosten, Manéglise im Osten, Épouville im Süden und Südosten, Montivilliers im Süden, Fontenay im Westen sowie Mannevillette im Nordwesten.

## Geschichte
Rolleville hat seinen Namen von einer Kombination zweier Begriffe: „Rolle“ kommt von einem germanischen Mann namens „Roric“ oder von einem Wikingeranführer namens „Rollo“, während „villa“ „Landgut“ bedeutet. Die Übersetzung von „Rolleville“ bedeutet daher „das Landgut von Roric oder Rollo“. Im Mittelalter finden wir den Namen Rolleville in verschiedenen Formen: Rorivilla im Jahr 1035, Rolevilla im Jahr 1242, Rollavilla im Jahr 1248, Roleville im Jahr 1254, Roelevilla im Jahr 1263, Rolevilla im Jahr 1267, Rolevilla im Jahr 1269, Rolivile im Jahr 1291, Rolleville im Jahr 1310. Rollevilla im Jahr 1337, Rolleville im Jahr 1557.
Das Dorf wurde auf einem Gebiet gegründet, das bereits seit der Jungsteinzeit besiedelt war, wie archäologische Ausgrabungen vor Ort belegen. Gallo-römische Überreste weisen darauf hin, dass es in der Antike eine sesshafte Gemeinschaft gab. Auch die Römerstraße, die durch das Dorf führt, scheint diese These zu bestätigen. Rolleville wurde erstmals im 11. Jahrhundert in einer Urkunde von Robert II. erwähnt.
Im Mittelalter war Rolleville ein ruhiges Dorf. Es konzentrierte seine Aktivitäten auf den Fluss, der durch sein Gebiet fließt, die Lézarde. Dies begünstigte die Errichtung von Mühlen, die für eine Bereicherung sorgten, obwohl die Abtei Montivilliers die Kontrolle hatte. Tatsächlich unterstand Rolleville der Gerichtsbarkeit der Äbtissin, die die Rolle der Herrin über diese Ländereien innehatte. Damit hatte das Kloster Rechte an den sechs Mühlen der Gemeinde, bei denen es sich zumeist um Getreidemühlen zur Herstellung von Mehl handelte, aber auch am Land. Es erhob die sogenannte Zehntensteuer und ließ sogar auf dem Land von Rolleville ein Herrenhaus errichten, das „Herrenhaus der Äbtissinnen“ genannt wurde.

## Bevölkerungsentwicklung
| Jahr                       | 1962 | 1968 | 1975 | 1982 | 1990 | 1999 | 2006 | 2013 | 2020 |
| Einwohner                  | 912  | 910  | 873  | 1022 | 1081 | 1131 | 1133 | 1124 | 1196 |
| Quellen: Cassini und INSEE |      |      |      |      |      |      |      |      |      |

## Sehenswürdigkeiten
- Kirche Saint-Hilaire aus dem 11./12. Jahrhundert
- Kapelle Sainte-Clotilde aus dem 19. Jahrhundert
- Pfarrhaus von 1741
- Herrenhaus Les Abbesses, erbaut 1576

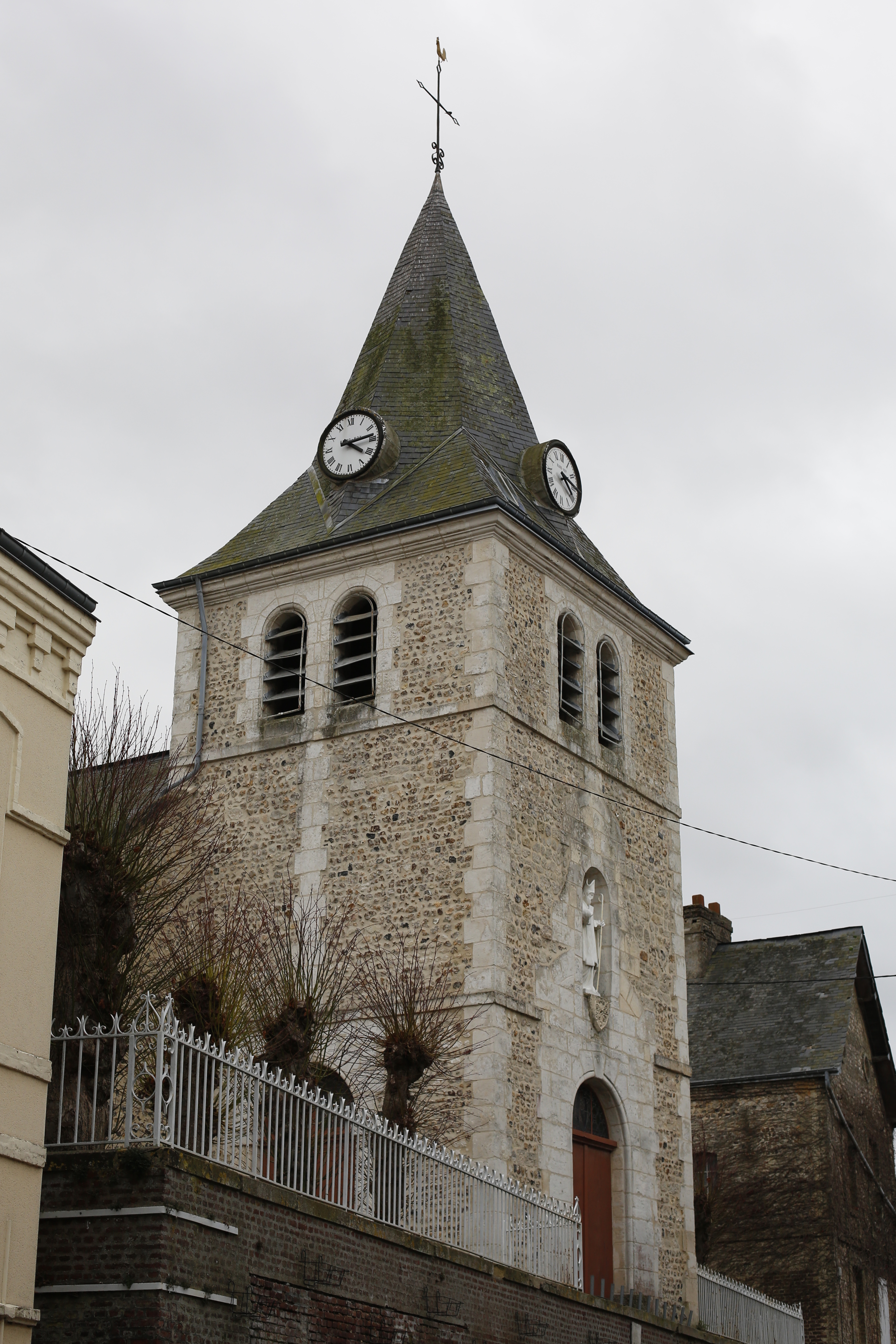
Kirche Saint-Hilaire
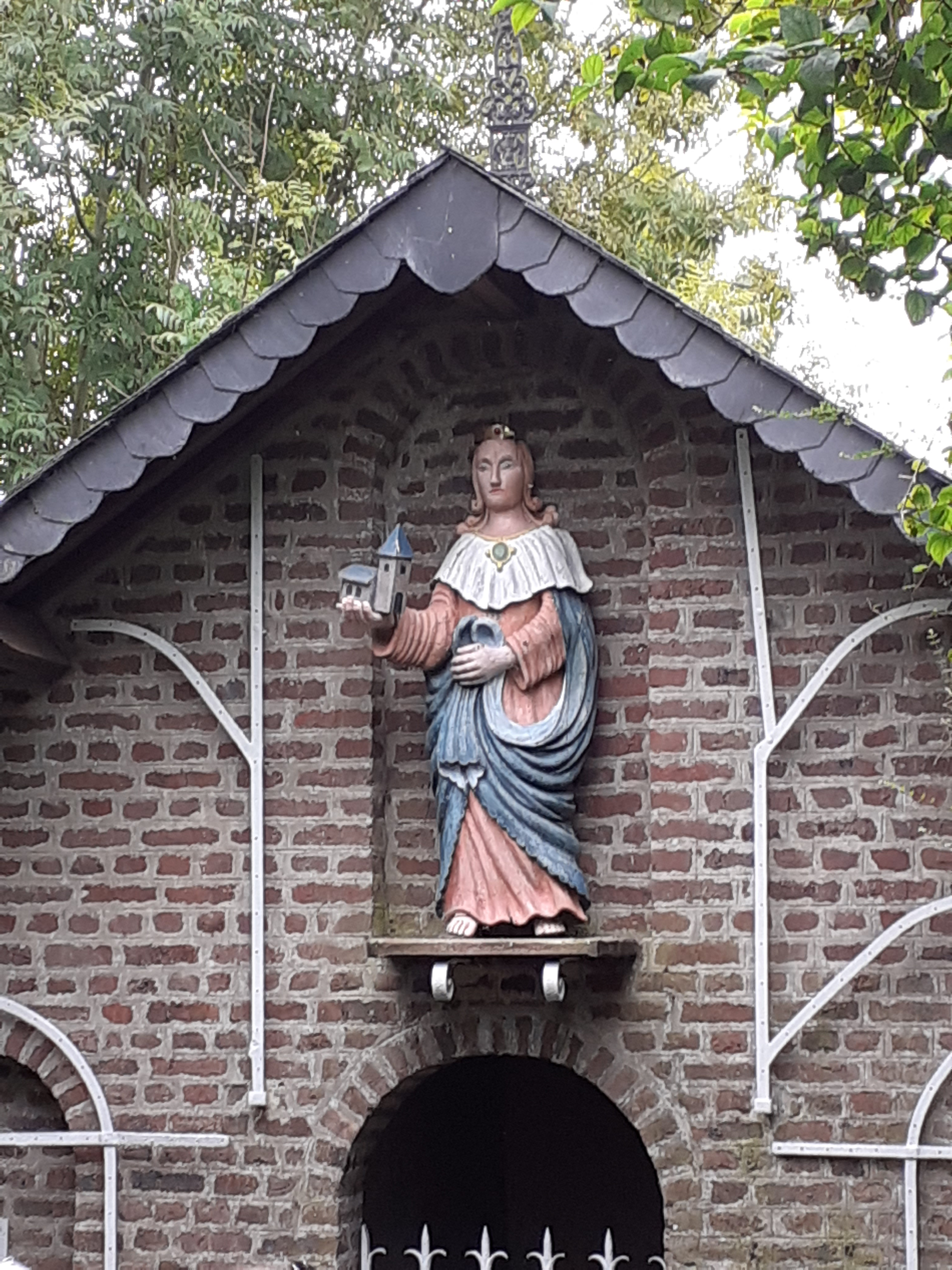
Giebel der Kapelle Sainte-Clotilde